# 恋するブラジャー大作戦（仮）
『恋するブラジャー大作戦（仮）』（絶世好Bra、英語題：La Brassiere）は、2001年の香港映画。女性社員のみの女性用下着メーカーで、ブラジャーの新製品開発のため初めて採用された男性社員の騒動を描いたコメディ映画。
香港では2001年9月27日に36館で公開され、週間興行成績で初登場2位となり、同日封切り作品のなかではトップの成績となった。日本ではそれから5年ほど経ったのち、2006年6月24日にキネカ大森で公開された。
日本での劇場公開題『恋するブラジャー大作戦（仮）』の（仮）は仮題のことである。映画祭での上映ならともかく、劇場公開題が仮題のままなのは極めて稀である（他の例としては『どつかれてアンダルシア(仮)』（1999年、スペイン）がある）。なお、DVDでの題も「恋するブラジャー大作戦（仮）」のままである。
続編として本作の下着メーカーがベビー用品開発に乗り出す『絶世好B / Mighty Baby』（2002年）、フィリピン人のメイドを題材とした『絶世好賓 / Driving Miss Wealthy』（2004年）が制作された。

## キャスト
- ラウ・チンワン - ジョニー
- ルイス・クー - ウェイン
- カリーナ・ラウ - サマンサ（香港支社長）
- ジジ・リョン - レナ（チーフデザイナー）
- 青山知可子 - ナナコ（日本本社の社長）
- チーシーグービー - ジジ（阿芝）
- リー・サンサン - キャンディ
- パトリック・タム - アリ
- カレン・モク - シャーリー
- スティーブン・フォン - フォン
- ローズマリー - アイリーン
- 吉岡美穂 - ミコ
- 樋口明日嘉 - スキ
- ジョー・コク - アレックス
- クリスタル・ティン - 会場責任者
- ウィン・シャ - 面接にきた映画監督（カメオ出演）
- ダンテ・ラム - 面接にきたバーテンダー（カメオ出演）
- マット・チョウ - 面接にきた下着フェチ（カメオ出演）

## ストーリー
女性下着メーカー・シスの香港支社は、中国市場を新たに開拓するための新製品の開発を日本本社から命じられた。それまで女性社員のみだったシスだが、今回の新製品開発のため男性デザイナーを社員に採用することも香港支社に命じられた……

## その他
- 本作は吉岡美穂がカメオ出演していることでも知られているが、出演時間は1分に満たない。